# Faworyta (film)
Faworyta (ang. The Favourite) – brytyjsko-irlandzko-amerykański film historyczny z 2018 roku w reżyserii Jorgosa Lantimosa. 

## Opis fabuły

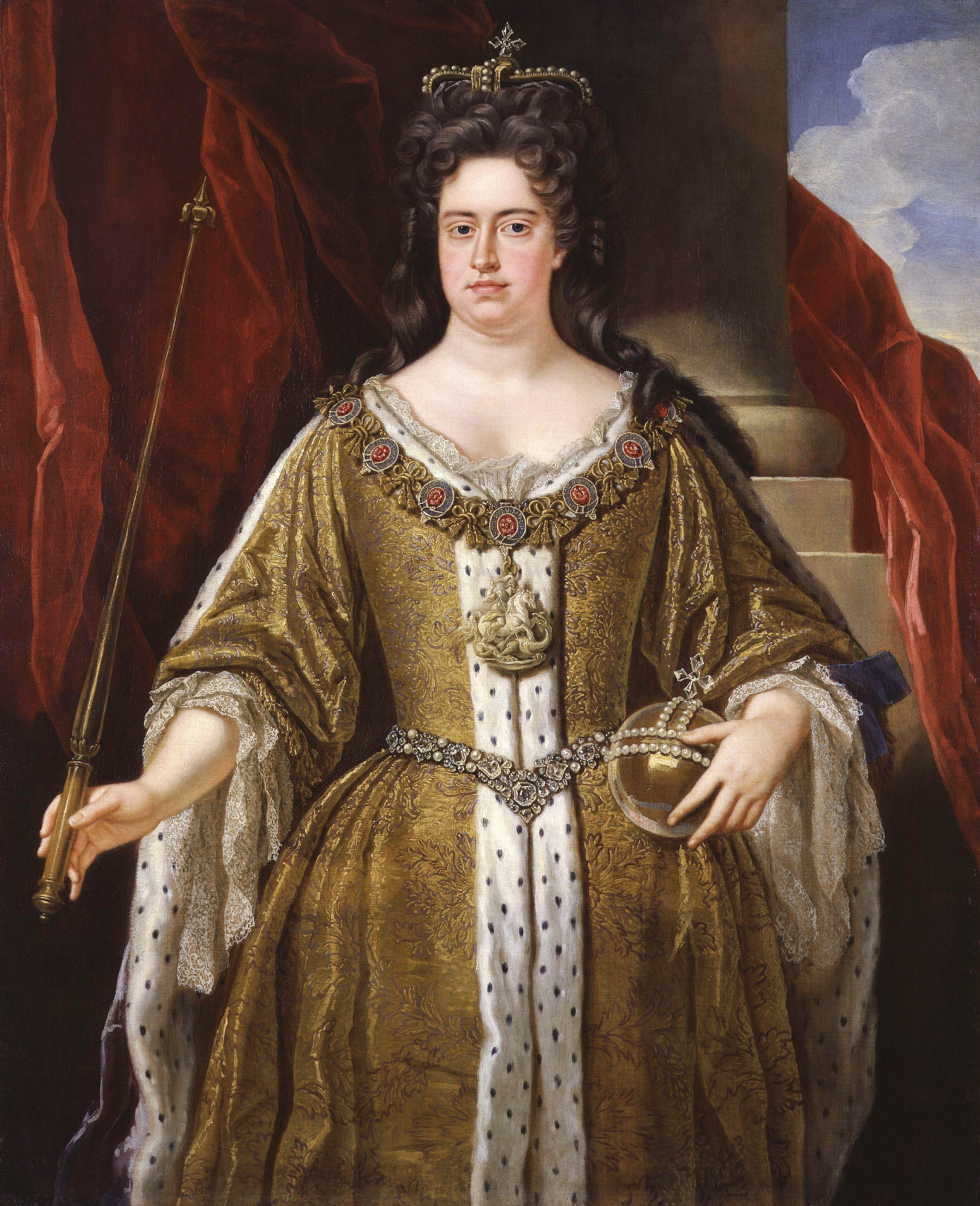
Portret Królowej Anny autorstwa Johna Clostermana, 1702.

W 1711 roku Wielka Brytania jest w trakcie wojny z Francją. Bohaterką filmu jest niedołężna królowa Anna, podatna na manipulacje ze strony swojej faworyty i kochanki, lady Sarah. Na dwór królowej przybywa upadła arystokratka Abigail Hill, najęta przez Sarah jako służąca. Odkrywszy sekret relacji miłosnej między Anną a Sarah, Abigail planuje obrócić homoseksualność tej pierwszej na własną korzyść.

## Obsada
- Olivia Colman jako Królowa Anna Stuart
- Emma Stone jako Abigail Masham
- Rachel Weisz jako Sarah Churchill
- Nicholas Hoult jako Robert Harley
- Joe Alwyn jako Samuel Masham
- James Smith jako Sidney Godolphin
- Mark Gatiss jako John Churchill
- Jenny Rainsford jako Mae

## Produkcja

### Scenariusz

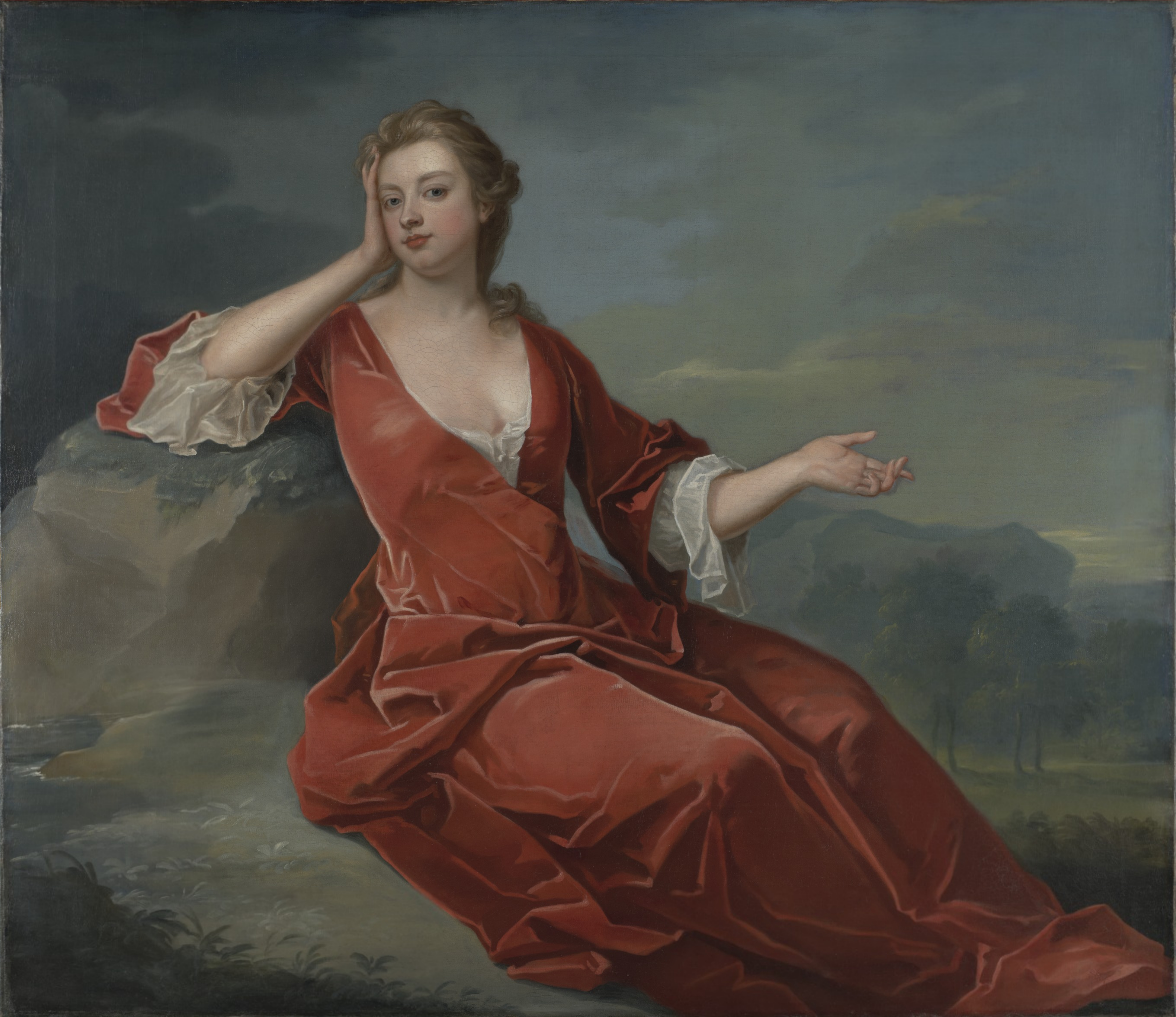
Sarah Churchill, księżna Marlborough

Deborah Davis napisała pierwszy szkic scenariusza Faworyty w 1998 roku. Skrypt zatytułowany The Balance of Power przekazała producentce Deci Dempsey, która okazała się nim być zachwycona. Co ciekawe, Davis miała wówczas niewielką wiedzę na temat królowej Anny Stuart i jej związkach z Sarah Churchill i Abigail Masham. Studiując listy napisane przez królową, Churchill i Masham odkryła jednak istnienie tzw. "żeńskiego trójkąta" między nimi. Innymi źródłami branymi pod uwagę przez Davis były m.in. książka Winstona Churchilla poświęcona jego przodkowi Johnowi Churchillowi czy oryginalny pamiętnik Sarah Churchill, w którym opisała jak Masham zastąpiła jej pozycję faworyty królowej.

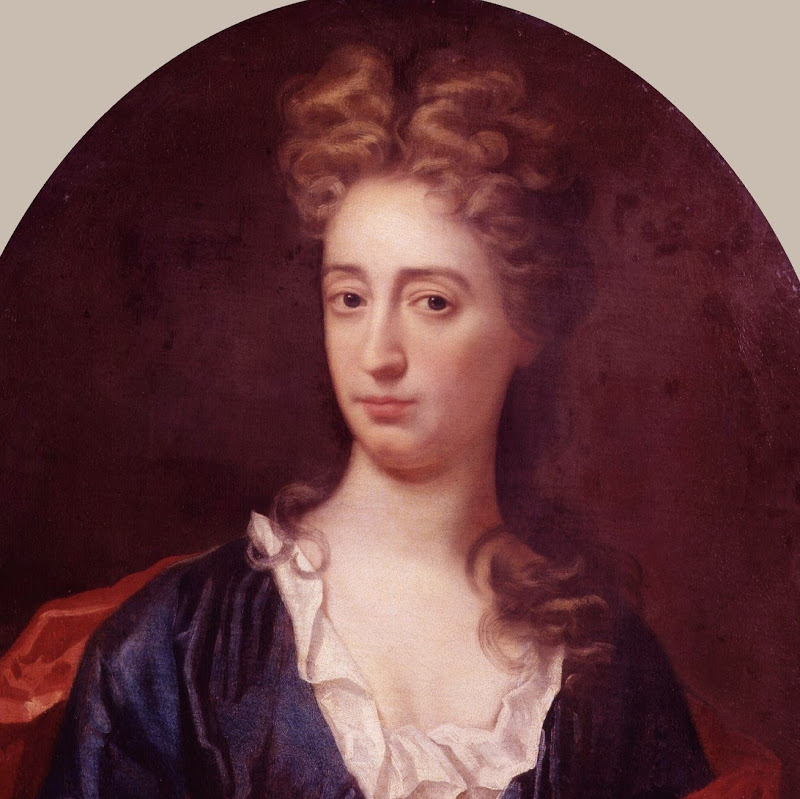
Abigail Masham, baronowa Masham

Dempsey początkowo miała problem z uzyskaniem dofinansowania ze względu na homoseksualny wydźwięk scenariusza oraz brak reprezentacji mężczyzn, co zdaniem finansistów miało stanowić wyzwanie na rynku. Niemal dekadę później producent Ed Guiney zdobył scenariusz, po czym zainteresowała go jego złożona fabuła i relacje trzech kobiet. W międzyczasie poznał greckiego reżysera Jorgosa Lantimosa, którego film Kieł (2009) zdobył wówczas nominację do Oscara za najlepszy film nieanglojęzyczny i zwrócił się do niego z propozycją nakręcenia filmu. Reżysera natychmiastowo zaintrygowała idea "trzech kobiet posiadających władzę nad życiem milionów" oraz jednoczesna "intymność" tej historii. Lantimos rozpoczął współpracę z Tonym McNamarą nad przepisaniem istniejącego scenariusza, po tym jak przeczytał jego scenariusz do pilotażowego odcinka serialu Wielka. Do 2013 producenci otrzymywali oferty finansowania projektu od kilku wytwórni, w tym od Film4 Productions i Waypoint Entertainment, które to ostatecznie pracowały nad filmem.

### Casting
Casting do Faworyty rozpoczął się w 2014, kiedy to Lantimos skontaktował się w sprawie angażu z Olivią Colman, która była jego jedynym wyborem do roli królowej Anny. We wrześniu 2015 ogłoszono, że Colman, Emma Stone i Kate Winslet zostały obsadzone w głównych rolach. Po tym jak Winslet opuściła projekt, Lantimos zaproponował rolę Cate Blanchett, jednak ostatecznie w październiku 2015 ogłoszono, że angaż otrzymała Rachel Weisz. Miała to być druga współpraca reżysera zarówno z Colman, jak i Weisz, które wystąpiły wcześniej u niego w Lobsterze (2015). Stone, która początkowo wahała się nad przyjęciem roli zdecydowała się na udział po przeczytaniu scenariusza i błaganiach Lantimosa, któremu zależało na współpracy z nią. Po przesłuchaniu i prośbie reżysera, by podjęła się współpracy z trenerem dialektu dostała rolę. W lutym 2017 do obsady dołączył Nicholas Hoult, z kolei w marcu Joe Alwyn. W sierpniu tego samego roku Mark Gatiss, James Smith i Jenny Rainsford zostali ogłoszeni jako członkowie obsady.

### Okres zdjęciowy

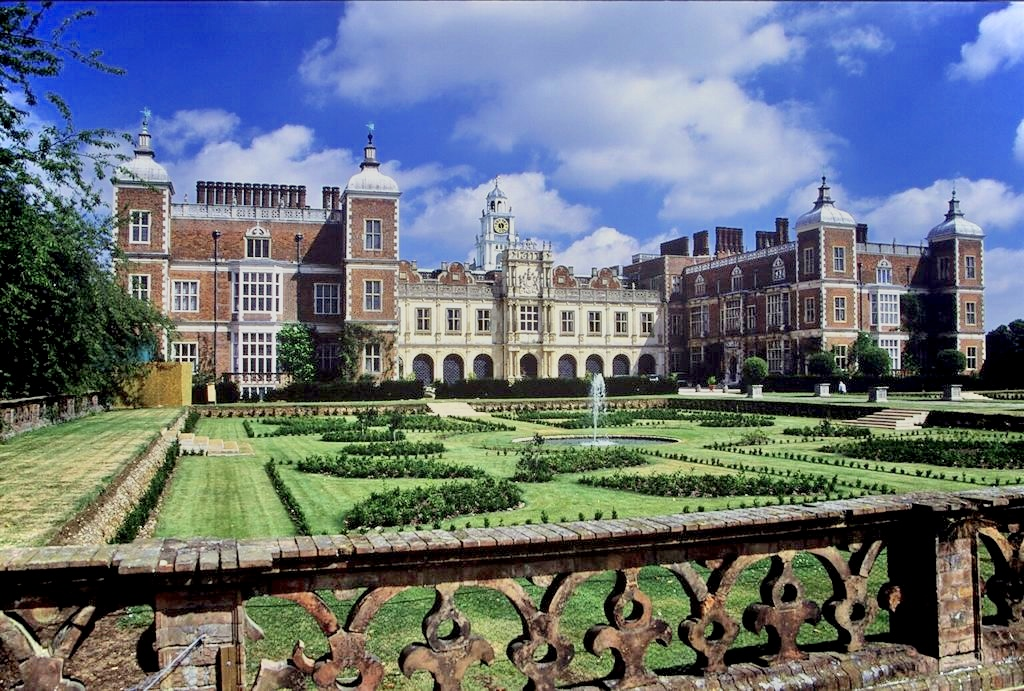
Hatfield House, miejsce w którym kręcono sceny z filmu.

Kręcenie filmu miało rozpocząć się wiosną 2016, jednak zostało ono opóźnione na rok. Lantimos wykorzystał ten czas i w międzyczasie nakręcił Zabicie świętego jelenia. Ostatecznie zdjęcia rozpoczęły się w marcu 2017 na terenie posiadłości Hatfield House w Hatfield w hrabstwie Hertfordshire. Parlament, w którym swoje wystąpienia miała królowa Anna "grało" z kolei Convocation House oraz Divinty School w Bibliotece Bodlejańskiej w Oksfordzie. Trwający łącznie 45 dni okres zdjęciowy zakończył się w maju.
Autorka scenografii Fiona Cromble inspirację wobec palety barw filmu zaczerpnęła z czarno-białej marmurowej podłogi w kratkę w Wielkiej Hali z Hatfield House. Z kolei odpowiadająca za kostiumy Sandy Powell projektując ekranową garderobę Lady Sarah inspirowała się w dużej mierze kostiumami noszonymi przez Tildę Swinton w dramacie Orlando (1992). Powell przyznała także, że Lantimos chciał by kobiety w filmie miały naturalne włosy i twarze, z kolei mężczyźni nosili wyraźny makijaż i duże peruki, co miało stanowić swego rodzaju część odwrócenia ról bohaterów produkcji kostiumowych, gdzie to mężczyźni są zazwyczaj umiejscowieni w centrum filmu, z kolei kobiety na dalszym planie. Dla operatora filmowego Robbiego Ryana dużą trudnością okazało się uchwycenie płynnego ruchu kamery bez używania metody steadicam. Inspiracją do chęci uzyskania takiego efektu miał być austriacki film grozy Angst (1983), w którym to operatorem był Zbigniew Rybczyński. Lantimos zachęcił także Ryana do używania obiektywów typu rybie oko czy obiektywów szerokokątnych do większości ujęć. Twórcy filmu używali także głównie naturalnego oświetlenia, które okazało się dużym wyzwaniem w scenach nocnych przy świecach.

## Nagrody i nominacje
Faworyta miała swoją premierę w konkursie głównym na 75. MFF w Wenecji, gdzie zdobyła Grand Prix Jury oraz Puchar Volpiego dla najlepszej aktorki (Olivia Colman). Film zdobył później dziesięć nominacji do Oscara. Statuetkę ostatecznie przyznano jedynie Olivii Colman za pierwszoplanową rolę kobiecą. Natomiast Brytyjska Akademia Sztuk Filmowych i Telewizyjnych przyznała Faworycie sześć nagród (najlepszy film brytyjski, najlepsza aktorka pierwszoplanowa – Colman, najlepsza aktorka drugoplanowa – Weisz, najlepszy scenariusz oryginalny, najlepsza scenografia, najlepsze kostiumy, najlepsza charakteryzacja).